# Lehua
Lehua – wysepka w kształcie półksiężyca, leżąca w archipelagu Hawajów. Należy do hrabstwa Kauaʻi, części stanu Hawaje.

## Geografia
Wyspa znajduje się około kilometr na północ od północnego cypla większej wyspy Niʻihau. Ma kształt półksiężyca otwartego ku północy, z niskimi rogami, wznoszącego się do ok. 700 ft (213 m) n.p.m. w środkowej części. W zachodniej części wyspy znajduje się naturalny łuk skalny. Wyspa stanowi szczyt zerodowanego wulkanicznego stożka tufowego, który jest częścią znacznie większego wulkanu tarczowego tworzącego wyspę Niʻihau. Był on aktywny 4,89 ± 0,11 miliona lat temu (pliocen).
Jest to największa przybrzeżna wysepka w archipelagu Hawajów, około dwukrotnie większa niż następna w kolejności Kaʻula. Z powodu erozji wyspa powoli się zmniejsza; jej powierzchnia to ok. 111 ha. W klifach wyspy znajdują się jaskinie morskie, w tym Anakukaiaiki, w wierzeniach Hawajczyków stanowiąca siedzibę Kukaiaiki, syna boga rekinów Kūhaimoana. Lehua jest niezamieszkana, ale rybacy, nurkowie i obserwatorzy ptaków często pływają wokół niej. Do lądowania wymagana jest zgoda Straży Wybrzeża Stanów Zjednoczonych.

## Przyroda
Na wyspie gnieździ się około 25 tysięcy par ptaków morskich należących do 11 gatunków. Najpospolitsze są burzyki klinosterne, ale na wyspie znajduje się największa na Hawajach kolonia głuptaków białobrzuchych i druga co do wielkości kolonia głuptaków czerwononogich. Gnieżdżą się tam albatros czarnonogi i albatros ciemnolicy, widziany był także nawałnik białorzytny i burzyk hawajski. Na wyspie stwierdzono występowanie 60 gatunków owadów. Z tej liczby 11 jest endemicznych dla Hawajów, ale większość stanowią obce gatunki, jak mrówka Pheidole megacephala i szarańczak Schistocerca nitens. Opady na wyspie są niskie i roślinność usycha w porze suchej, aby odrosnąć z nadejściem zimowych deszczów. Na wyspie rosną 22 gatunki roślin, z czego 9 endemitów.
Ekosystem wyspy zaburzyły obce, inwazyjne gatunki ssaków: szczur polinezyjski i królik europejski. Króliki zjadały rodzime gatunki flory i konkurowały z ptakami o nory; udało się je wytępić dzięki odstrzałom w 2005 i 2006 roku. Wszystkożerne szczury oprócz zjadania miejscowych roślin stanowią bezpośrednie zagrożenie dla ptasich jaj i piskląt; w 2009 rozpoczęto program deratyzacji. Obcym gatunkiem, który zagraża miejscowym ptakom, jest także sowa płomykówka zwyczajna.

## Historia
Wyspa, choć niezamieszkana, była dobrze znana Hawajczykom i często wymieniana w przekazach ustnych. Nie ma na niej pozostałości domów, ale znajdują się tam kamienne konstrukcje o znaczeniu kultowym (heiau).
Lehua była jedną z pierwszych pięciu wysp, które w 1778 roku jako pierwszy Europejczyk zobaczył kapitan James Cook; zapisał jej nazwę jako „Oreehoua”. Na szczycie znajduje się latarnia morska Lehua Rock Light, na wysokości 704 ft (215 m) n.p.m.